# Achandunie
Achandunie (Schots-Gaelisch: Achadh an Dùnaidh) is een dorp in Ross and Cromarty in de Schotse Hooglanden.